# Провулок Академіка Філатова (Київ)
Прову́лок Акаде́міка Філа́това — провулок у Печерському районі міста Києва, місцевість Чорна гора. Пролягає від вулиці Менделєєва до бульвару Миколи Міхновського.
Прилучається вулиця Остапа Вишні.

## Історія
Провулок виник у 50-ті роки XX століття під назвою Нова вулиця. Сучасна назва на честь академіка Володимира Філатова — з 1957 року.

## Мешканці
В будинку № 3/1 мешкали в квартирах:
- 23 — Павленко Віра Іванівна — майстриня петриківського розпису;
- 30 — Сорокін Олександр Дмитрович — митець-кераміст;
- 44 — Скицюк Іван Степанович, Тимченко Марфа Ксенофонтівна —  майстри декоративного розпису;
- 47 — Жникруп Оксана Леонтіївна — скульпторка-фарфористка;
- 49 — Митяєва Лідія Мефодіївна — художниця скла;
- 50 — Головіна Галина Борисівна — майстриня художньої кераміки;
- 54 — Калуга Василь Іванович — графік;
- 60 — Павленко-Черниченко Ганна Іванівна — майстриня петриківського розпису;